# 約德 (印第安納州)
約德（英語：Yoder）是位於美國印地安納州艾倫縣的一個非建制地區。該地的面積和人口皆未知。

## 地理
約德的座標為40°55′02″N 85°10′36″W / 40.91722°N 85.17667°W，而該地的平均海拔高度為247米（即810英尺）。